# کارلو مانینکا
کارلو مانینکا (فنلاندی: Kaarlo Maaninka؛ زادهٔ ۲۵ دسامبر ۱۹۵۳) دونده اهل فنلاند است.
وی در مسابقات کشوری و بین‌المللی در مجموع برندهٔ ۱ مدال نقره، ۱ مدال برنز شده‌است.